# Astane-ye Aschrafiye
Astaneh-ye Ashrafiyeh (persisch/gilankisch: آستانه اشرفيه, auch romanisiert als Āstāneh-ye Ashrafīyeh) ist eine Stadt und Hauptstadt von Astaneh-ye Ashrafiyeh, Provinz Gilan, Iran. Bei der Volkszählung 2006 lebten 36.298 Menschen in 10.558 Familien.
Astaneh-ye Ashrafiyeh ist eine wichtige Produktionsstadt für Erdnüsse, Reis, Seide und duftende Heilkräuter. Es liegt in der Nähe der Stadt Rascht und des Kaspischen Meeres. Hier befinden sich das Mausoleum von Seyed Jalal od-Din Ashraf, dem Bruder von Imam Reza, sowie das Grab von Mohammad Moin, dem iranischen Lexikographen und Ersteller des Persischen Wörterbuchs.
Der große Fluss Sepidrud durchquert die Stadt im Nordwesten. Die Hauptstraße, die den östlichen und den westlichen Teil der Provinz verbindet, führt über Astaneh.

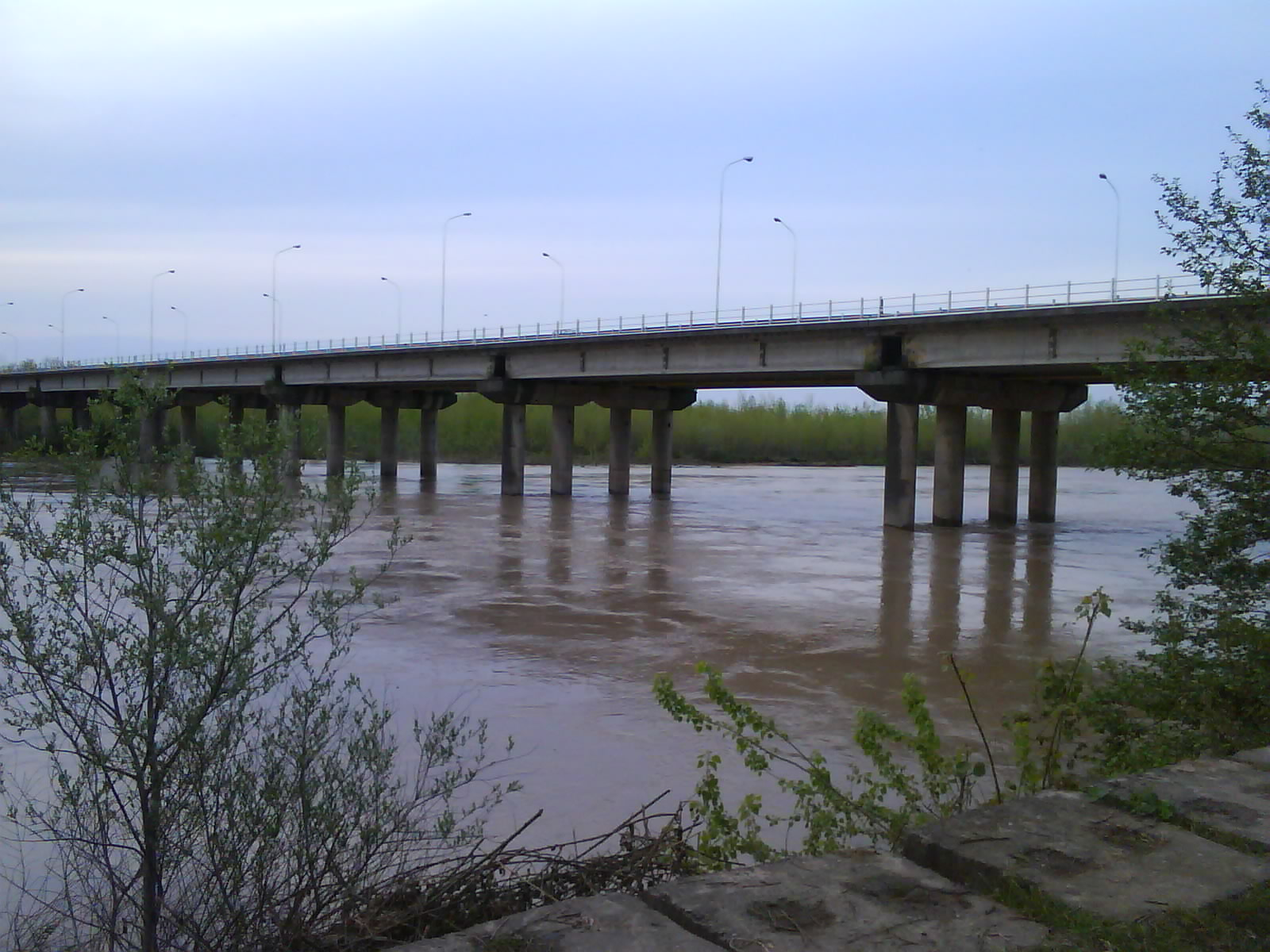
1 Kilometer lange Brücke in Astaneh ye Ashrafiye
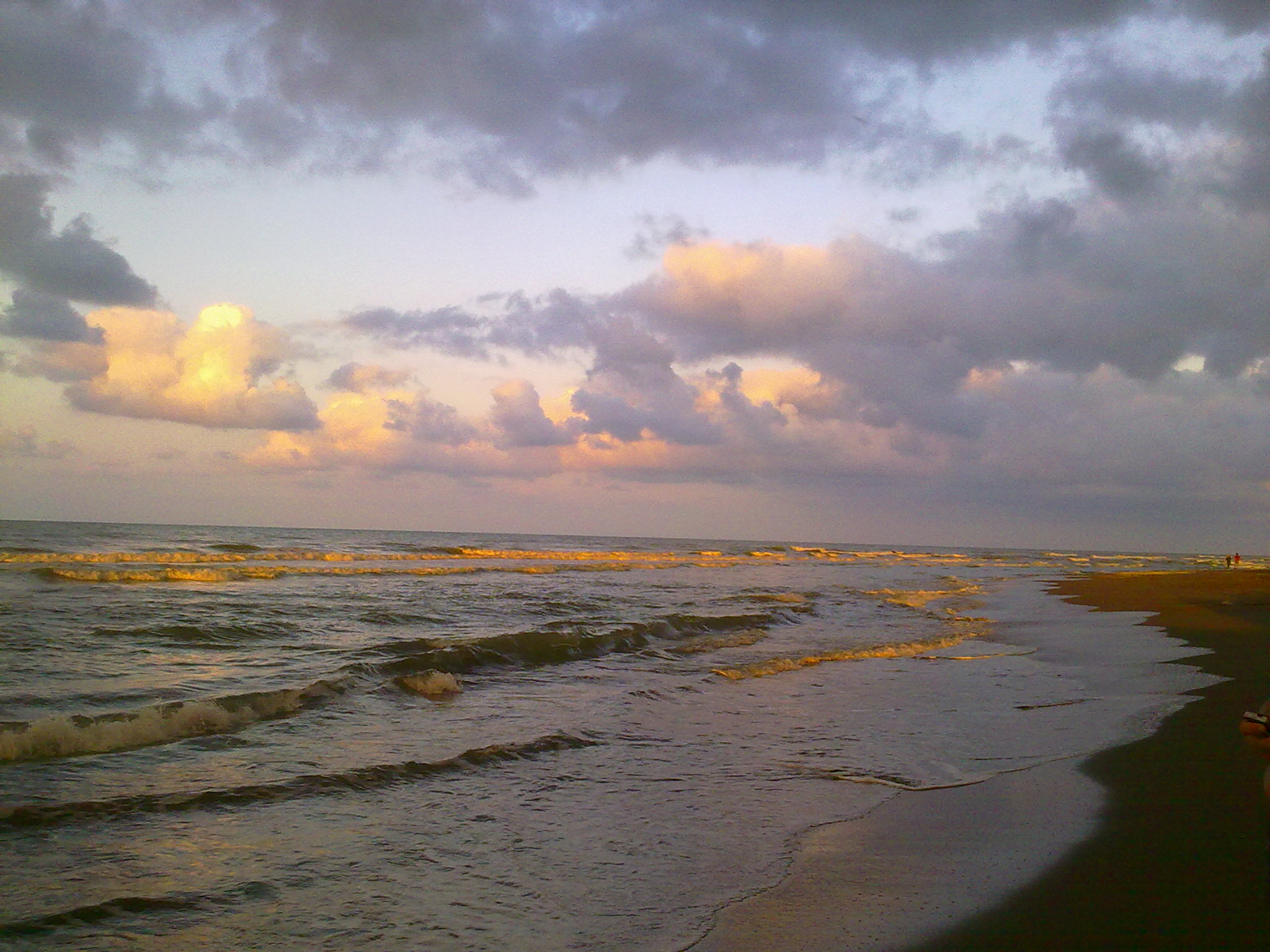
Ufer des Kaspischen Meeres
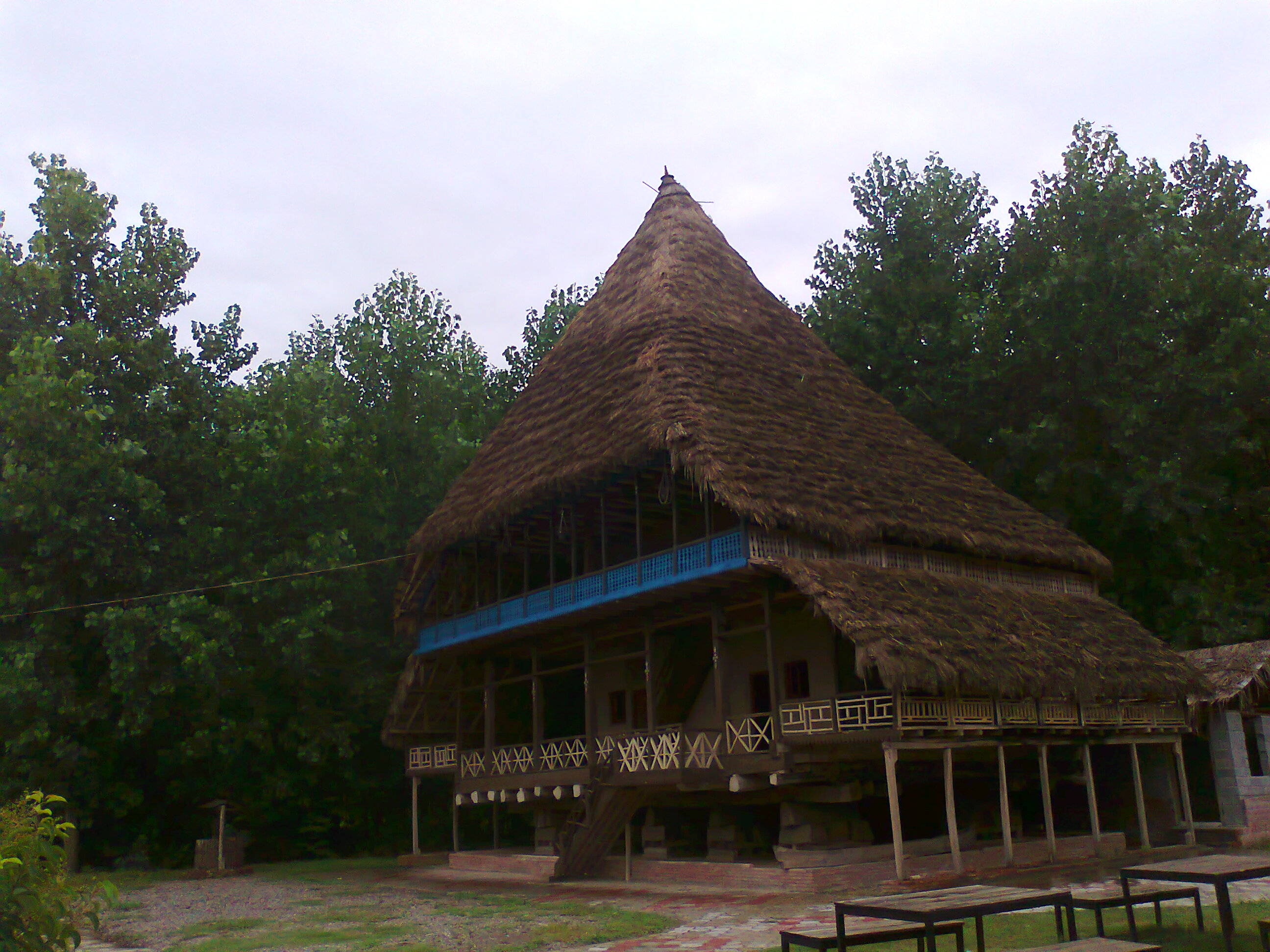
Historische Hütte in Astaneh ye Ashrafiye.
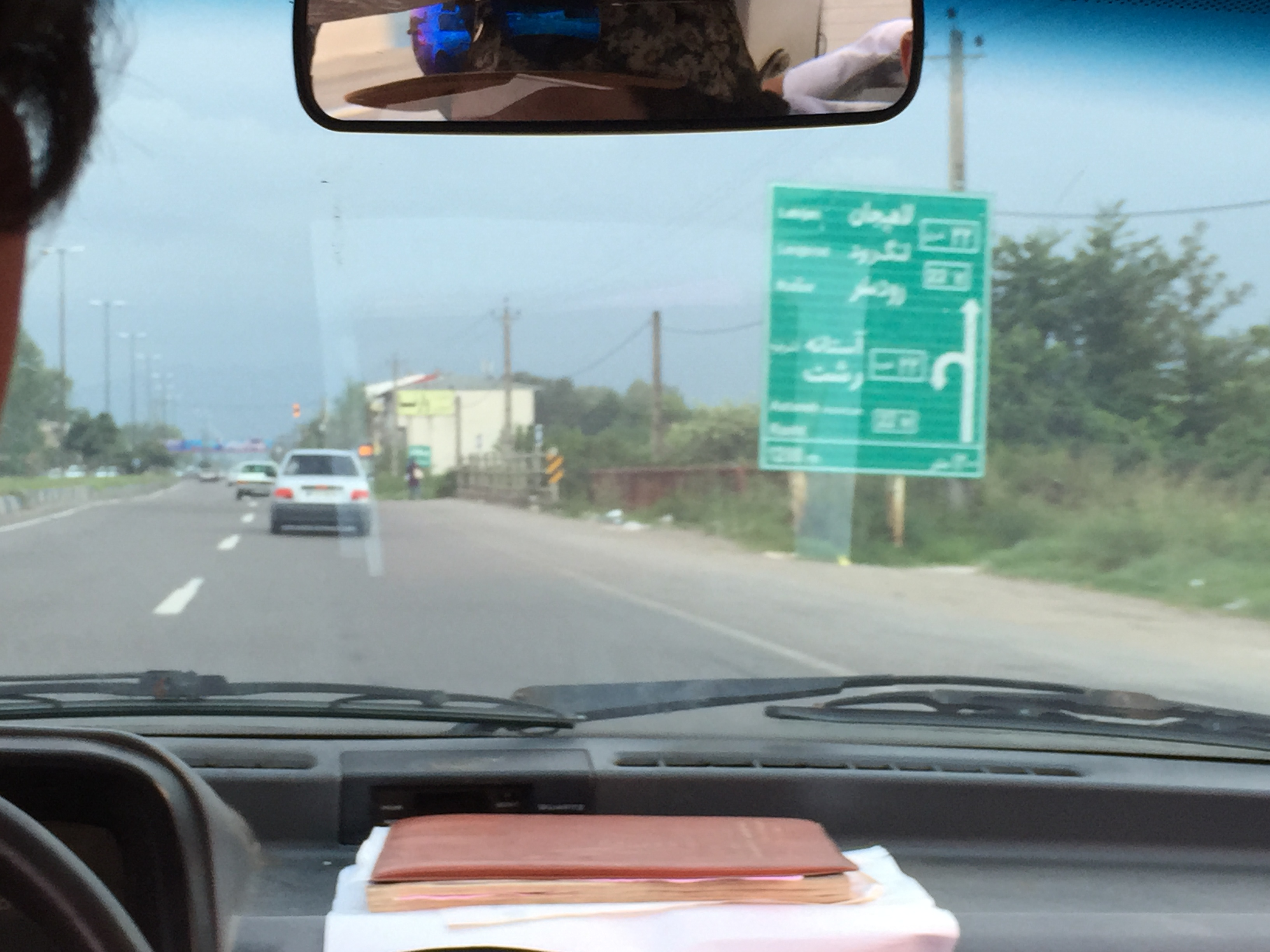
Fernstraße bei Astaneh ye Ashrafiye.